# 馬丁努斯·宋克
馬丁·宋克（荷蘭語：Maarten Sonck，又有文獻拼寫為，約1590年—1625年9月17日），或譯馬丁努斯·宋克、馬蒂·孫克，臺灣荷蘭統治時期荷蘭東印度公司駐台灣第一任臺灣長官，任期1624–1625年，在任期於大員港發生海難溺水去世。

## 生平
自出生至1612年，宋克一直生活於阿姆斯特丹。
1612年至1616年，他於萊頓大學研讀法學。1618年，他被荷蘭東印度公司送往巴達維亞（荷蘭語：Batavia (Nederlands-Indië)，荷蘭的羅馬名，今印尼雅加達）擔任東印度首席檢察官；隨後，他又成為班達長官。1623年，他因過度耗用彈藥於鳴槍禮被召回巴達維亞負責。1624年5月4日，巴達維亞當局決議派他前往澎湖，以取代雷爾生（荷蘭語：Cornelis Reijersen，或譯「雷約生」）的職務成為澎湖碉堡及貿易基地的司令。因當地原屬明海軍冬季的汛地，且東印度公司與明政府在相關問題上一直無法取得共識，南居益甫就任福建巡撫就在1624年7月派出大軍攻打澎湖。
明荷雙方爭端由旅日漢人臺灣走私領袖李旦居中協調，引薦鄭芝龍任荷方通譯。宋克在8月1日乘帆船熱蘭遮號抵達澎湖，:78-828月25日，宋克屈服於壓力並撤退其軍隊至臺灣。原先前任司令雷爾生曾在1622年7月底親自前往台灣探查適合的港口，1623年3月特派商務官駐紮大員，10月派遣官兵於大員海灣入口南側的無人沙洲興建城砦，1624年3月因澎湖兵力單薄又遭明軍圍困，於是下令在大員的人員拆毀城砦返回澎湖增援。宋克1624年8月底抵達台灣，就任第一任台灣長官，他先於一鯤鯓設政務廳，並於大員先前3月拆毀的城砦舊址開始重建城堡，並利用由澎湖堡壘拆下的材料，補強直接遭受季風吹襲的大員城堡東北角，在北線尾設立商館。宋克有感於前來台灣貿易的日本人與漢人越來越多，商館日益狹隘，需要土地與房舍安置，1625年1月15日，為了取得當地居民的友誼，宋克親自前往大員對面的福爾摩沙（台灣本島）拜訪新港社，受到友好的招待，1月20日，新港社族人一行約70人回訪大員城堡，宋克給予親切的招待，並以15匹花布向新港人購買大員對面位在本島的土地（有學者懷疑族人認為是租用），以便興建商館與市街。台灣評議會決議將大員的城堡命名為「奧蘭治城」（荷蘭語：Fort Oranje，為紀念奧蘭治親王，此城後來於1627年奉阿姆斯特丹總公司十七人董事會1626年9月29日之命改名為「熱蘭遮城」），而城堡對面在本島以15匹花布所購地處的市街稱為「普羅民遮」（荷蘭語：Provintië，為紀念尼德蘭七省聯省聯盟）。自此，荷蘭人控制了當地港口，並與不同敵對海盜集團合作，委任鄭芝龍等集團懸掛親王旗以公司名義進行私掠活動，攻擊往來於中國和與荷蘭在本土交戰中的敵人西班牙所控制的馬尼拉之間的貿易者，並將劫掠所得平分。如此，荷蘭人在臺灣的殖民活動開始有了雛形。
1625年9月14日，宋克與高級舵手佛爾西（荷蘭語：Adviaen Verhee）於大員灣入口遭巨浪推翻船隻溺水，17日去世，:117葬於今台南安平，熱蘭遮城的牆腳下。:147頁註1519日評議會推舉駐明艦隊司令德·韋特接任代理長官。

## 參看
- 揚·彼得生·庫恩
- 荷蘭風櫃城